# Station Minggiran
Minggiran is een spoorwegstation in de Indonesische provincie Oost-Java.

## Bestemmingen
- Rapih Dhoho: naar Station Surabaya Gubeng en Station Blitar
- Matarmaja: naar Station Malang en Station Pasar Senen
- Kahuripan: naar Station Kediri en Station Padalarang
- Brantas: naar Station Kediri en Station Tanahabang